# Moczydlowski Glacier
Moczydlowski Glacier är en glaciär i Antarktis. Den ligger i Sydshetlandsöarna. Argentina, Chile och Storbritannien gör anspråk på området. Moczydlowski Glacier ligger 33 meter över havet.
Terrängen runt Moczydlowski Glacier är kuperad åt nordost, men åt sydväst är den platt. Havet är nära Moczydlowski Glacier åt sydväst. Trakten är glest befolkad. Närmaste befolkade plats är Escudero Station, 11,2 kilometer väster om Moczydlowski Glacier. 